# Henry Hub
Henry Hub  — физический газовый хаб (газораспределительный центр), расположенный недалеко от города Эрат, штат Луизиана, США.  Играет ведущую роль в формировании цен на природный газ в США.

## Общие сведения
Хаб представляет собой интерконнектор, соединяющий между собой девять межштатных и четыре внутриштатных газопровода: Acadian, Columbia Gulf Transmission, Gulf South Pipeline, Bridgeline, NGPL, Sea Robin, Southern Natural Pipeline, Texas Gas Transmission, Transcontinental Pipeline, Trunkline Pipeline, Jefferson Island, и Sabine. Две компрессорные станции общей мощностью 6,3 ГВт обеспечивают скорость прокачки газа в 590 м³ / с. 
Henry Hub является точкой доставки для спотовых и фьючерсных контрактов на природный газ, торгуемых на Нью-Йоркской товарно-сырьевой бирже (NYMEX) и Межконтинентальной бирже (ICE).
Спотовые и фьючерсные цены на природный газ выражаются в $/mmbtu (долларов за миллион британских тепловых единиц), и рассматриваются, как основная цена для североамериканского рынка природного газа. Стандартный NYMEX- контракт на поставку природного газа составляет 10000 mmbtu и использует среднее значение цен на природный газ из 13 соединенных между собой трубопроводов, сходящихся в Henry Hub.
Для сделок, совершенных с привязкой к Henry Hub,  параметр  «чёрн» (англ. churn) - отношение всего реализованного газа к объему его физической поставки, составляет порядка 350-400 (по состоянию на 2009 год), что характерно для высоколиквидных рынков.
В 2018 году планируется начало поставок СПГ в Азиатско-Тихоокеанский регион с привязкой к Henry Hub.

## История
Henry Hub запущен в эксплуатацию в пятидесятых годах прошлого века, однако значительный вес в системе торговли природным газом приобрёл только после того, как в США началась кампания по дерегулированию рынка природного газа.
В 1978 году Конгресс США принял закон «О политике в области природного газа». Этим законом предусматривалось дерегулирование рынка природного газа. В 1985 году было принято "Распоряжение № 436"  Федеральной комиссии по регулированию в области энергетики (FERC), провозгласившее "политику открытого доступа". В соответствии с этим Распоряжением, доступ третьих сторон к трубопроводным мощностям должен предоставляться на недискриминационной основе всем участникам рынка. И хотя окончательные шаги по дерегуляции газового рынка и разукрупнении трубопроводных компаний были приняты в 1989 году с принятием "Закона о дерегулировании устьевого газа"  и принятия в 1992 году "Распоряжения FERC № 636", согласно которому трубопроводным компаниям предписывалось заниматься только предоставлением услуг по транспортировке газа, и запрещалось заниматься его продажей, спотовый и фьючерсный рынки природного газа начали формироваться уже в середине 1980 х годов, и в  конце 1989 года Henry Hub был выбран Нью-Йоркской товарной биржей (NYMEX) в качестве официальной точки доставки первого в мире фьючерсного контракта на природный газ.

## Собственник
Принадлежит Sabine Pipe Line LLC , дочерней компании EnLink Мидстрим Partners LP Архивная копия от 8 января 2017 на Wayback Machine , которая приобрела этот актив у Chevron Corporation в 2014 году.   

## См также
Центрально-европейский газовый хаб